# Каллум Дойл
Каллум Дойл (англ. Callum Doyle; 3 жовтня 2003, Манчестер) — англійський футболіст, центральний захисник клубу «Манчестер Сіті». На правах оренди грає за «Ковентрі Сіті».

## Клубна кар'єра
Є вихованцем клубу «Манчестер Сіті» з рідного міста Манчестер. В липні 2021 року був відданий в оренду в клуб «Сандерленд» з Першої ліги, де і дебютував на дорослому рівні, зігравши у 36 іграх чемпіонату та ще трьох матчах плей-оф, допомігши своїй команді вийти до Чемпіоншипу.

## Кар'єра у збірній
29 березня 2021 року Дойл провів свій єдиний матч за юнацьку збірну Англії до 18 років у матчі проти однолітків з Уельсу (2:0).
2 вересня 2021 року дебютував за збірну Англії до 19 років у матчі проти однолітків з Італії (2:0). 17 червня 2022 року був включений в заявку збірної на майбутній юнацький чемпіонат Європи 2022 року в Словаччині, де зіграв в усіх 5 матчах та забив гол у фіналі у ворота Ізраїлю (3:1), допомігши своїй команді стати чемпіоном Європи.

## Досягнення
- Переможець юнацького чемпіонату Європи до 19 років: 2022